# Soko G-2 Galeb
SOKO G-2 Galeb (tiếng Anh: Seagull) là một loại máy bay huấn luyện phản lực nâng cao và cường kích hai chỗ do ATI thiết kế, SOKO Nam Tư chế tạo.

## Biến thể

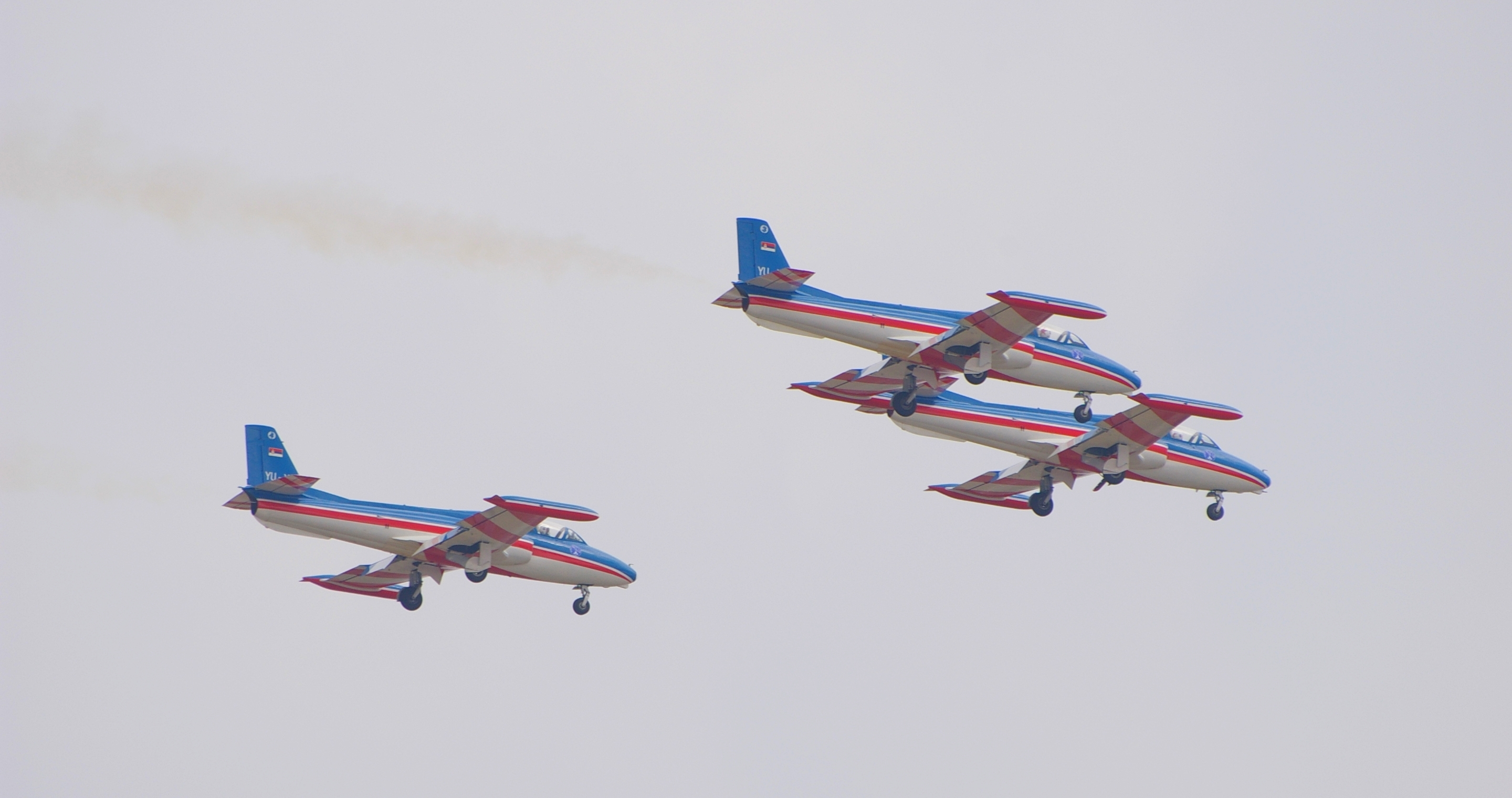
Đội bay trình diễn Serbia "Flying Stars" trong một triển lãm hàng không tại Slovenia năm 2008.

G-2A
G-2A-E
G-2Š
G-3 Galeb-3

## Quốc gia sử dụng
Slovenia
 Libya
- Không quân Libya

 United States
 Serbia
- Không quân Serbia

### Từng sử dụng

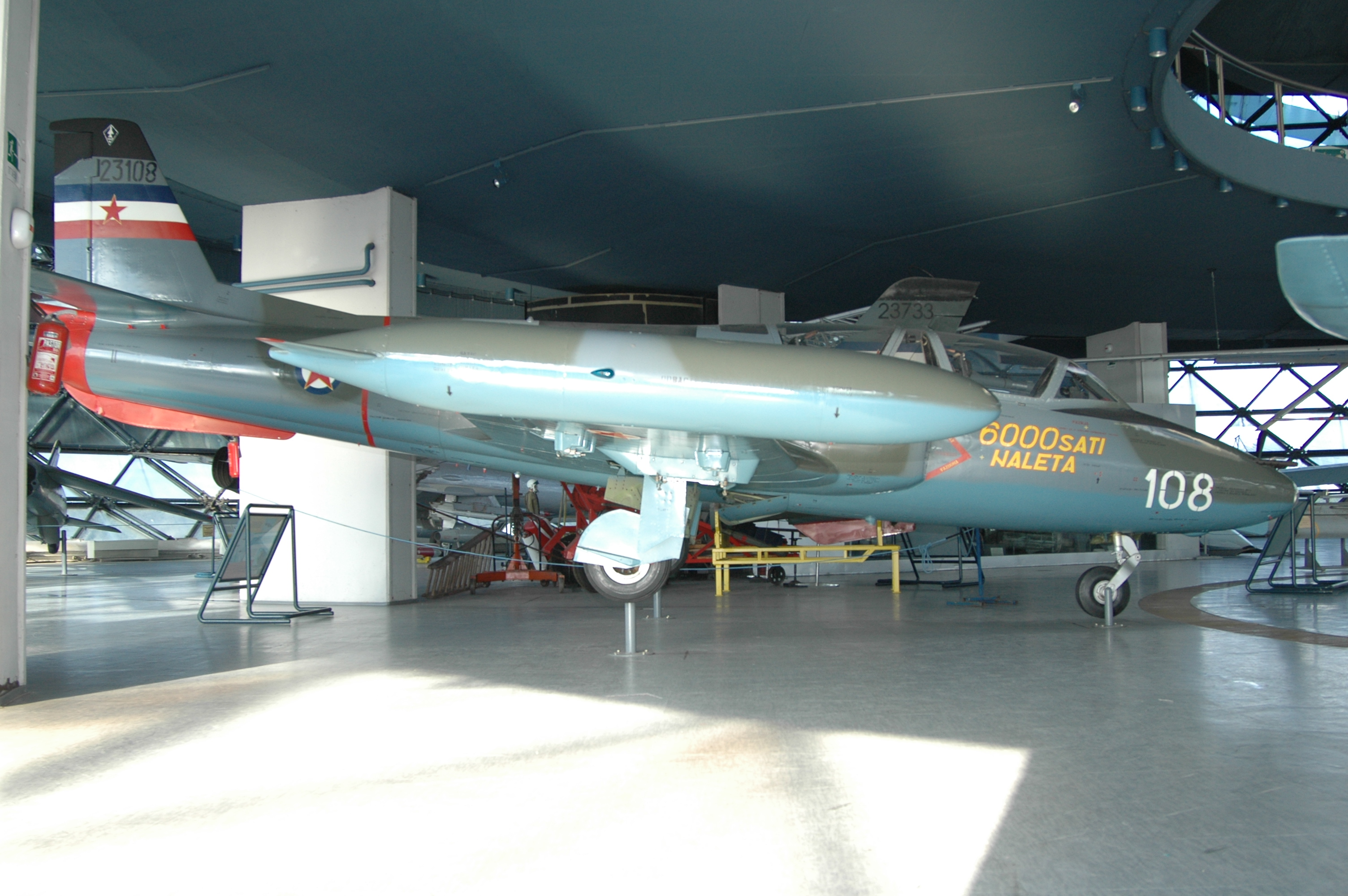
G-2 Galeb của Nam Tư trưng bày tại Bảo tàng Hàng không Belgrade.

Libya
- Không quân Libya

 Nam Tư
- Không quân Nam Tư

 Bosnia and Herzegovina
- Không quân Bosnia

 Croatia
- Không quân Croatia

 Indonesia
- IPTN

 Zaire
 Zambia
- Không quân Zambia

## Tính năng kỹ chiến thuật (G-2A)
Dữ liệu lấy từ Jane's All The World's Aircraft 1982–83
Đặc điểm tổng quát
- Tổ lái: 2
- Chiều dài: 10,34 m (33 ft 11 in)
- Sải cánh: 11,62 m [3] (38 ft 1½ in)
- Chiều cao: 3,28 m (10 ft 9 in)
- Diện tích cánh: 19,43 m² (209,1 ft²)
- Trọng lượng rỗng: 2.620 kg (5.775 lb)
- Trọng lượng có tải: 3.374 kg (7.438 lb)
- Trọng lượng cất cánh tối đa: 4.300 kg (9.480 lb)
- Động cơ: 1 × DMB Viper ASV.11 Mk 22-6 kiểu turbojet, 11,12 kN (2.500 lbf)

 Hiệu suất bay 
- Vận tốc cực đại: 812 km/h (438 knot, 505 mph) trên độ cao 6.200 m (20.350 ft)
- Vận tốc hành trình: 730 km/h (393 knot, 453 mph at) trên độ cao 6.000 m (19.700 ft)
- Thất tốc: 158 km/h (85 knot, 98 mph)
- Tầm bay: 1.240 km (669 hải lý, 770 mi)
- Trần bay: 12.000 m (39.375 ft)
- Vận tốc leo cao: 22,8 m/s (4.500 ft/phút)

Trang bị vũ khí

- Súng: 2× súng máy 12.7 mm (.50 in)
- Giá treo: 4 tải được 300 kg (660 lb)